# يان دام
يان دام (بالهولندية: Jan Dam)‏ (24 نوفمبر 1905 – 19 ديسمبر 1985) هو ملاكم هولندي راحل، مثّل بلاده في الألعاب الأولمبية الصيفية 1924.

## روابط خارجية
يان دام على موقع أوليمبيديا (الإنجليزية)